# Manon Lescaut (Auber)
Manon Lescaut es una ópera u opéra comique en tres actos del compositor francés Daniel-François Auber,  a partir de un libreto del habitual colaborador de Auber, Eugène Scribe.  Como la Manon Lescaut de Puccini y la Manon de Massenet, se basa en la historia del abate Prévost Manon Lescaut (1731). La versión de Auber es la menos interpretada de las tres.

## Historia de las representaciones
La ópera se estrenó el 23 de febrero de 1856 en la Opéra-Comique en la segunda Salle Favart de París.  Fue la primera obra que representó esa compañía que no tenía un final feliz. Se representó en Lieja en 1875, y llegó a la Opéra-Comique en 1882. Sin embargo, después desapareció del repertorio.
En Norteamérica, la ópera fue representada una vez en 1977 en la ciudad de Nueva York por una pequeña compañía de ópera, y otra representación en vivo aconteció en 2006, ofrecida por la Ópera Lírica de Los Ángeles en el Teatro de Los Ángeles.
En 1990, fue representada en la Opéra Comique de París con la Sinfonietta de Picardía en Amiens dirigida por Patrick Fournillier. Al año siguiente la ópera se grabó en vivo y fue publicada por el sello francés Le Chant du Monde. Otra interpretación escénica tuvo lugar en el festival de Wexford en octubre-noviembre de 2002.
Esta ópera rara vez se representa en la actualidad; en las estadísticas de Operabase no aparece entre las óperas representadas en el período 2005-2010.

## Personajes
| Personaje | Tesitura              | Reparto del estreno, 23 de febrero de 1856 (Director: - ) |
| --- | --------------------- | --------------------------------------------------------- |
| Manon Lescaut | soprano de coloratura | Marie Cabel                                               |
| Des Grieux | tenor                 | Henri Puget                                               |
| El marqués de Hérigny | barítono              | Jean-Baptiste Faure                                       |
| Lescaut, primo de Manon | tenor                 | Beckers                                                   |
| Marguerite, amiga de Manon | soprano               | Léocadie Lemercier                                        |
| Gervais, su prometido | tenor                 | Jourdan                                                   |
| Madame Bancelin | mezzosoprano          | Mme Félix                                                 |
| Monsieur Durozeau comisario | barítono              | Lemaire                                                   |
| Monsieur Renaud Inspector | barítono              | Nathan                                                    |
| Zaby, un joven esclavo | soprano               | Mlle Bélia                                                |
| Un sargento | bajo                  | Duvernoy                                                  |
| Dos burgueses |                       |                                                           |
| Nobles de la corte, burgueses del Boulevard du Temple, Soldados, Trabajadores masculinos y femeninos; Habitantes de Nueva Orléans, negros, soldados coloniales |                       |                                                           |

## Argumento
La historia no se apega del todo a la novela original de Prévost. En el libreto de Scribe, por ejemplo, Lescaut es el primo de Manon, no su hermano, y otro personaje importante, el marqués d'Hérigny, representa a los diversos pretendientes ricos con los que Manon se implica en la novela. Otros personajes están ausentes y otros son enteramente nuevos.
La acción tiene lugar en la primera mitad del siglo XVIII.
Acto I 
Escena 1 - El cuarto de Manon en París.
El Marqués d'Hérigny y su amigo Lescaut entran en un ático parisino buscando a una misteriosa grisette de la cual el primero se ha enamorado ("Et vermeille et frais"). Una vecina, Marguerite, aparece y revela a los dos hombres la identidad de la joven inquilina del lugar: Manon Lescaut. Lescaut afirma que se trata de su prima y convence al marqués de abandonar el secuestro planeado. Poco después de que los dos hombres salen, Manon regresa a su casa ("Eveillée avant l’aurore"). La joven se jacta de su vida de placeres y le reprocha a Marguerite su excesiva sagacidad. Esta le pide a Manon que lea una carta recibida de su amado Gervais, expatriado en Luisiana, en la que le pide que de a poco ahorre dinero para hacer posible su matrimonio ("Ma bonne Marguerite"). Finalmente Manon le promete a Marguerite que la ayudará en sus labores, a pesar de su falta de hábito para el trabajo. Sin embargo, en cuanto queda sola, abandona su tarea y se prueba el abrigo que está haciendo su vecina, muy satisfecha de su atractivo físico ("La la la la! Marguerite a raison"). Aparece entonces el Caballero des Grieux alegre por  haber recibido una gran suma de dinero en pago de una deuda anterior. Poco después, entra Lescaut que viene a buscar pelea con el galante Des Grieux, sin embargo este lo recibe con una invitación a cenar: Lescaut, sin saber cómo rechazar tal convite, pospone sus ideas belicosas ("Mânes de mes aïeux").
Escena 2 - La taberna Bancelin
En la taberna Bancelin los invitados se regodean con el ambiente festivo que allí reina ("C’est à la guinguette que l’amour nous guette"). En su mesa Manon y des Grieux reciben la cuenta; la joven admite a su amante que prestó el dinero a su primo para que lo multiplique en el juego. Aparece entonces Lescaut diciendo que lo perdió todo ("En prison, en prison!" ). Para pagar la deuda y evitar el escándalo y la prisión, des Grieux acuerda alistarse en el ejército, mientras Manon canta una canción para recaudar algún dinero. Los parroquianos -entre los que se encuentra d'Hérigny- la escuchan atentamente. EL Marqués ofrece a Manon una gran cantidad de oro, gracias a la cual ella cancela la deuda ("C’est l’histoire amoureuse"). Cuando Des Grieux regresa luego de firmar su compromiso militar, d'Hérigny, que además es coronel del ejército, usa su influencia para evitar que el Caballero pueda echarse atrás en su enrolamiento, por lo que éste debe partir con el regimiento asignado. La gran desesperación de los amantes contrasta con la felicidad de d'Hérigny ("Ô douleur mortelle").
Acto II
Un salón en la casa del Marqués.
El Marqués d'Hérigny se promete a sí mismo obtener el amor de Manon, a la que codicia solo por deseo ("Manon est frivole et légère").  Aparece Manon y le dice que ha estado en el regimiento y que sólo autorizan las visitas con un permiso especial y le ruega que se lo otorgue para poder ver a Des Grieux. D'Hérigny le promete mil riquezas si se queda a su lado. Ella finalmente acepta intercambiar un beso para obtener el permiso ("A vous les dons qui savent plaire"). Luego de besarlo, llega Lescaut quien advierte al Marqués que des Grieux ha desertado. Sólo el Marqués puede salvar al Caballero y a cambio de ello pide otra vez a Manon que permanezca con él y deje a su amante; como argumento añade que el amor hacia él vendrá con el tiempo ("Je veux qu’ici vous soyez reine"). D'Hérigny sale con Lescaut y otros servidores y Manon queda sola; confronta entonces su amor por des Grieux con su sed de lujo y placer ("Plus de rêve qui m’enivre"). Luego de meditarlo, la joven está decidida a aceptar la propuesta del Marqués; des Grieux irrumpe en el salón y le pide que huya con él, pero Manon se encapricha en almorzar antes ("Lorsque gronde l’orage"). Entra d'Hérigny y sorprende a la pareja: los dos hombres se baten y el Marqués queda herido. El comisario Durozeau y la guardia capturan a los amantes. Aunque d'Hérigny, viéndose herido al borde de la muerte los perdona para que la joven viva feliz, Durozeau insiste en que deben ser llevados ante la justicia ("Le Marquis ! Des Grieux qui par fraude s’installe"). El Marqués se desploma en brazos de sus amigos.
Acto III
Escena 1 - Una rica habitación de una casa en una plantación cercana a Nueva Orleans, en Luisiana.
Han pasado tres meses y Marguerite se ha unido en Luisiana a Gervais, su prometido; los jóvenes preparan el matrimonio y hay festejos en la plantación ("Jour nouveau vient de renaître"). El novio celebra este día tan esperado ("Ô bonheur, ô jour enchanteur"). Un convoy de prisioneros se detiene cerca y Marguerite siente pena por una de las reclusas que parece particularmente sufriente.  Antes de reconocer en ella a su antigua vecina Manon, ofrece a la guardia que los presos esperen a la sombra de su jardín y sale presurosa hacia la iglesia para su boda ("Ô ciel ! Margueritte ! C’est toi?").
Aparece Des Grieux y abraza a Manon; ha sobornado al sargento Renaud de la guardia de prisioneros, para pasar unos momentos con su amada ("C’est toi, te voilà!"). Le anuncia entonces que descubrió pruebas de que el robo por el que fue condenada al exilio, a pesar del perdón de d'Hérigny, fue cometido por Lescaut. Cuando el sargento viene a separarlos Des Grieux lo amenaza tomándolo por el cuello, pero este lo reduce. Habiendo vuelto de la iglesia, Marguerite y Gervais contemplan la escena; como los dos amantes corren el riesgo de ser ahorcados, Marguerite y Gervais los ayudan a escapar vestidos con sus ropas de novios ("Du courage, Dieu nous regarde"). 
Escena 2 - Entrada a un bosque en la estepa de Luisiana.
Errantes desde el día anterior, los amantes aparecen perdidos, sedientos y exhaustos ("Errants depuis hier"). Sintiendo que se acerca la muerte, deciden confiar sus votos matrimoniales a Dios ("Où tout, d’un Dieu vivant"). Manon expira poco después ("Sa femme, je suis sa femme!"). Llegan Marguerite y Gervais con un grupo de esclavos y encuentran a Des Grieux llorando sobre el cuerpo de su amada, todos hacen votos para que el alma de Manon se eleve a Dios redimida por su amor ("Morte! Dans un doux rêve").

## Música
El papel de Manon Lescaut tiene posibilidades de varios Fas altos, pasajes floridos casi interminables, y varias arias importantes.  El papel del marqués de Herigny, escrito para el famoso barítono Jean-Baptiste Faure, tiene tres arias completas o más exactamente couplets antes de morir al final del segundo acto. Des Grieux tiene dos grandes arias en la versión de Massenet y cuatro en la de Puccini, pero ninguna en esta de Auber, aunque interviene en uno de los mejores números de la obra, la muerte de Manon al final de la ópera. 
Un número en la partitura conservó su popularidad después de que el resto de la ópera prácticamente se olvidase. Es el solo de Manon, "C'est l'histoire amoureuse", también conocida como "L'éclat de rire" o Canción de la Risa.  No es un aria aislada (de hecho, forma parte del final del Acto I), pero desde su creación ha sido una pieza popular para las sopranos de coloratura como Adelina Patti (quien la cantó durante la escena de la lección de El barbero de Sevilla), Amelita Galli-Curci, Joan Sutherland y Edita Gruberová.